# Kamersymfonie (Adès)
Thomas Adès voltooide zijn Kamersymfonie voor 15 musici opus 2 in 1990.
Adès maakte een vliegende start als componist; men was direct verzot op zijn werken. Deze kamersymfonie is geschreven voor een muziekfestival voor nieuwe muziek in Cambridge en werd daar onder leiding van de componist uitgevoerd met een aantal amateurmusici. In 1993 nam het BBC Philharmonic het op in haar repertoire.
De Kamersymfonie is een verwijzing naar de kamersymfonie van Arnold Schönberg; beide zijn geschreven voor 15 musici. De instrumentatie van Adès is echter grotendeels anders dan die van Schönberg. Ook de muziek heeft geen raakvlakken. Adès had eigenlijk een concert voor bassetklarinet op het oog, maar kwam uiteindelijk uit op de kamersymfonie. Het werk bestaat uit vier delen of liever gezegd deeltjes, volgens de klassieke opbouw van een symfonie: de delen heten kortweg I, II, III en IV. De gehele compositie duurt maar 13 minuten.
De muziek is moeilijk te omschrijven; ze zit op het raakvlak van jazz en klassieke muziek uit de 20e eeuw. Deel I (circa 6 minuten), de introductie, laat muziek horen ondersteund door een hihat; het klinkt als freejazz met klassieke muziekinstrumenten, maar volledig uitgeschreven; alles staat pal onder elkaar. De componist zelf vond het te vergelijken met het opwinden voor het grote werk. Vlak daarna volgt een korte sonate a la Franz Schubert. Deel II (circa 4 minuten) is een langzaam deel met een gelijkenis aan deel I; een opbouw naar een opeenstapeling van instrumentarium en klanken. Deel III (amper 2 minuten) is het scherzo. Deel IV (circa 2 minuten) is een coda en geeft in vogelvlucht een overzicht van de voorgaande delen. De muziek is gedurende het gehele werk wel tonaal, maar bevat hier en daar microtonen; het geheel komt over als een priegelweg, waarbij alles exact op elkaar moet aansluiten.

## Instrumentatie
- dwarsfluit tevens fluit en altfluit, hobo, bassetklarinet, basklarinet
- hoorn, trompet tevens wijnfles, trombone
- 2 man / vrouw percussie voor triangel, koebel, woodblock, kleine trom, hihat, güiro, 3 tamtams, twee kleine finger drums, wood chimes, flexaton, maraca's en crotales, piano tevens accordeon
- 2 violen, altviool, cello en contrabas.

De eerste uitvoering vond plaats tijdens genoemd festival op 24 februari 1991. Op 9 maart 1993 speelde het BBC Philharmonic het in diezelfde plaats onder leiding van Matthias Bamert.

## Discografie
- Uitgave EMI Group: Birmingham Contemporary Music Group o.l.v. componist (opname 1998);
- Uitgave LPO; London Philharmonic Orchestra o.l.v. Marin Alsop (opname 2006).